# Izbiceni
Izbiceni – wieś w Rumunii, w okręgu Aluta, w gminie Izbiceni. W 2011 roku liczyła 4807 mieszkańców.